# Sellos postales de la Antártida

Sectores del territorio antártico reclamados por Nueva Zelanda, Australia, Francia, Noruega, Reino Unido, Chile y Argentina.
Argentina
Australia
Chile
Francia
Nueva Zelanda
Noruega
Reino Unido

Los sellos postales antárticos se emiten oficialmente, generalmente para reclamar propiedad sobre determinado sector de territorio en el continente antártico.

## Descripción
Entre las reclamaciones, por ejemplo, los gobiernos de la Argentina, Chile y Gran Bretaña (originalmente a través de islas Malvinas) superponen sus demandas sobre un sector de la península antártica.
Territorio Antártico Británico (del inglés: British Antarctic Territory) o BAT) es la zona de las demandas territoriales de Gran Bretaña desde 1908. Además de la Tierra de Graham (en inglés: Graham Land, BAT incluye islas Orcadas del Sur y las islas Shetland del Sur. Hasta 1962 eran tres colonias separadas y, junto con las islas Georgias del Sur y Sandwich del Sur, estaban subordinadas a Islas Malvinas. Por otra parte, para cada distrito administrativo de esta conglomeración estaban en 1944 lanzando sellos postales, y a partir de 1946 - los lanzamientos unidos para todos los territorios de islas Malvinas (Dependencias de las islas Malvinas). 
Esta temática incluye estampillas que conmemoran las exploraciones de la Antártica, animales nativos, o fenómenos atmosféricos como la aurora polar o los indlandsis. De nuevo el valor facial, como ocurre en otras colecciones filatéticas, difiere del comercial. Los sellos se anuncian como series, con estampillas de diversos valores faciales.

## Sellos postales que exhiben mapas antárticos

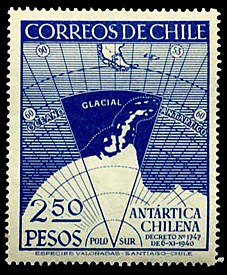
Chile, 1947
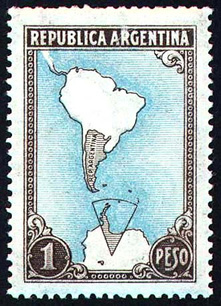
Argentina, 1951
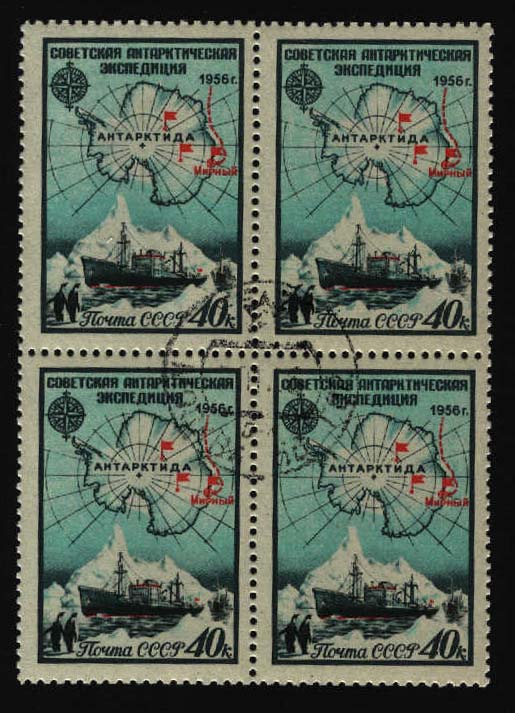
Bases antárticas soviéticas. URSS, bloque de cuatro, 1956
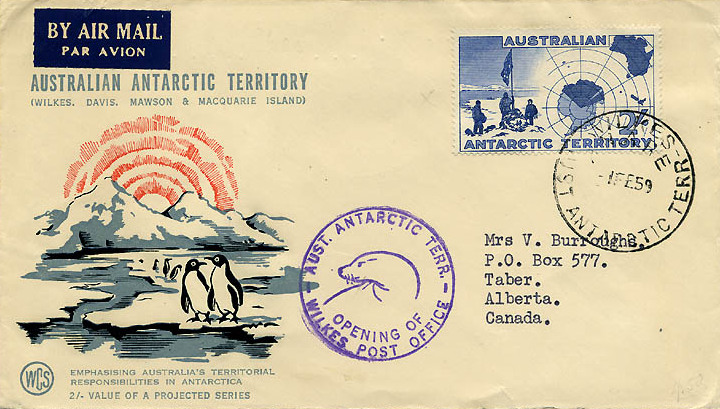
Reclamación australiana, 1959
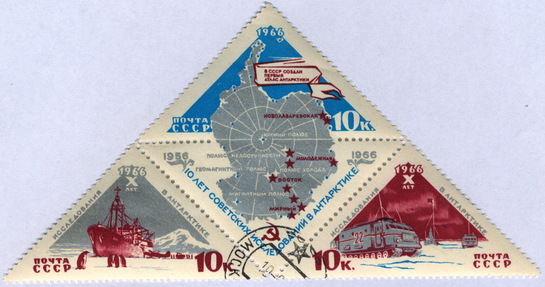
10 años de la investigación antártica soviética. URSS, se-tenant, 1966

## Sellos postales conmemorativos y otros

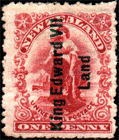
Sobreimpreso de 1908 para uso en la península de Eduardo VII. Sello neozelandés, diseño Guido Bach
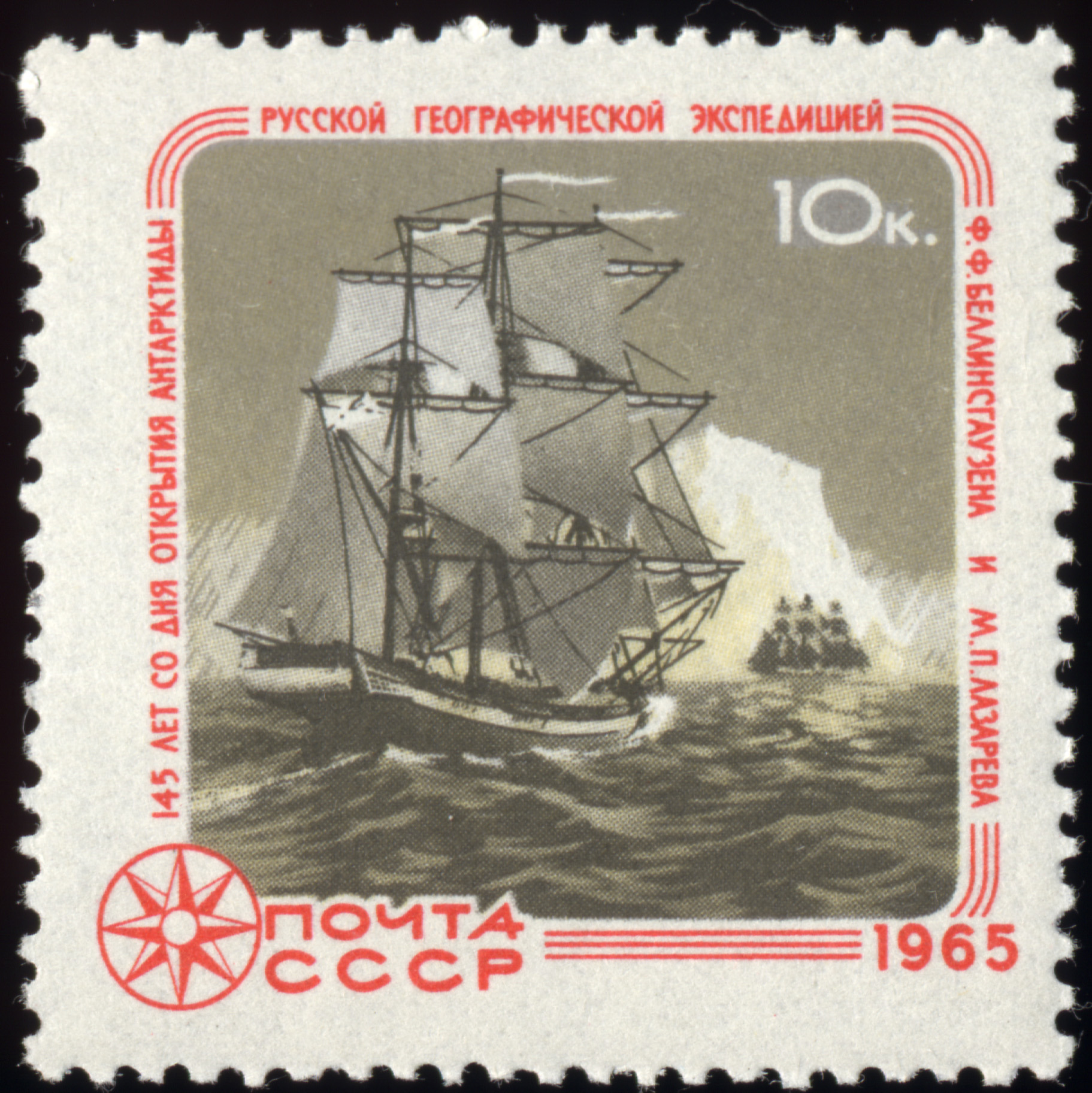
145 años del descubrimiento de la Antártica por Bellingshausen y Lázarev. URSS, 1965
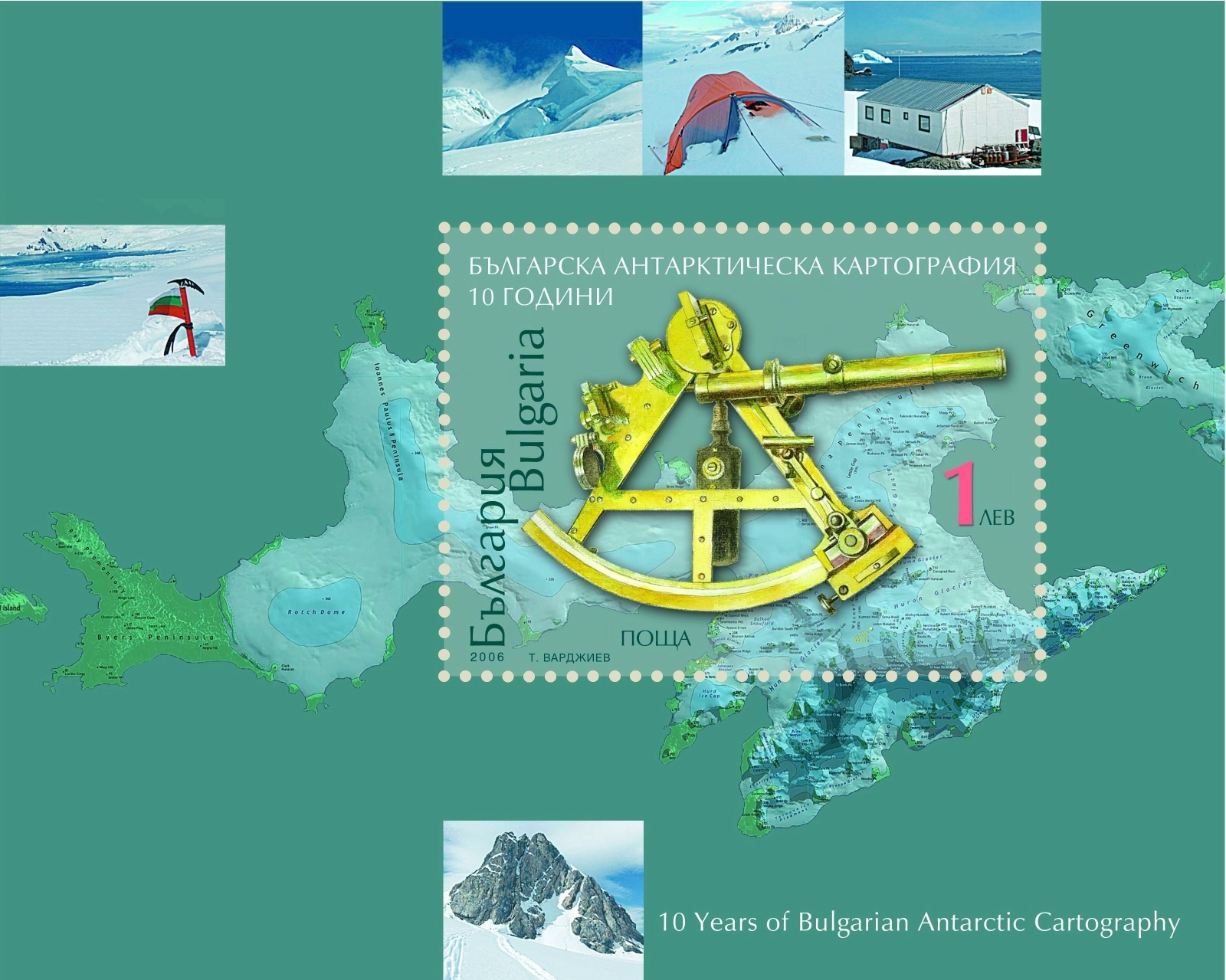
Cartografía antártica búlgara. Hoja bloque conmemorativa, diseño Todor Vardjiev, 2006